# Farouq Limouri
Farouq Limouri (Rotterdam, 15 maart 2003) is een Nederlands-Marokkaans voetballer die doorgaans als verdediger speelt. Hij verruilde in 2023 Sparta Rotterdam voor FC Eindhoven.

## Carrière
Farouq Limouri speelde in de jeugd van Feyenoord en Sparta Rotterdam, waar hij in januari 2021 zijn eerste contract tekende, wat tot 2023 loopt. Hij werd echter direct verhuurd aan Telstar, omdat zijn team, Sparta onder 18, door de coronacrisis geen wedstrijden speelde. Hij debuteerde in het betaald voetbal voor Telstar op 19 februari 2021, in de met 1-1 gelijkgespeelde thuiswedstrijd tegen FC Eindhoven. Hij speelde in een half jaar negen wedstrijden voor Telstar, voor hij naar Sparta terugkeerde.
Bij Sparta kwam hij uit voor Jong Sparta in de Tweede divisie. Het kwam nooit tot een debuut voor het eerste elftal. 
Medio 2023 verkaste Limouri naar FC Eindhoven. Hij debuteerde voor de Eindhovenaren in de eerste speelronde van het seizoen, tegen Willem II (1-1). Op 23 oktober scoorde hij zijn eerste doelpunt tegen Jong PSV (4-3). 

### Statistieken
| Seizoen                    | Club                  | Land           | Competitie     | Competitie | Competitie | Beker | Beker | Totaal | Totaal |
| Seizoen                    | Club                  | Land           | Competitie     | Wed.       | Dlp.       | Wed.  | Dlp.  | Wed.   | Dlp.   |
| -------------------------- | --------------------- | -------------- | -------------- | ---------- | ---------- | ----- | ----- | ------ | ------ |
| 2020/21                    | → Telstar             | Nederland      | Eerste divisie | 9          | 0          | 0     | 0     | 9      | 0      |
| 2021/22                    | Jong Sparta Rotterdam | Nederland      | Tweede divisie | 3          | 0          | –     | –     | 3      | 0      |
| 2022/23                    | Jong Sparta Rotterdam | Nederland      | Tweede divisie | 27         | 0          | –     | –     | 27     | 0      |
| 2023/24                    | FC Eindhoven          | Nederland      | Eerste divisie | 35         | 3          | 2     | 0     | 37     | 3      |
| 2024/25                    | FC Eindhoven          | Nederland      | Eerste divisie | 31         | 1          | 2     | 0     | 33     | 1      |
| Carrièretotaal             | Carrièretotaal        | Carrièretotaal | Carrièretotaal | 105        | 4          | 4     | 0     | 109    | 4      |
| Bijgewerkt op 1 april 2025 |                       |                |                |            |            |       |       |        |        |